# Чемпионат мира по снукеру 1929
Чемпионат мира по снукеру 1929 (англ. 1929 World Snooker Championship) — главный турнир в мире снукера, проводившийся в Ноттингеме, Англия. Победителем турнира стал предыдущий чемпион — Джо Дэвис, выигравший в финале у Тома Денниса со счётом 19:14. Финал проводился ежедневно с 4 мая по 7 мая 1929 года. Оба участника финала представляли Англию.

## Высший брейк
- 61 — Джо Дэвис

## Результаты
Первый раунд
Матчи из 25 фреймов
 Фред Лоуренс 13:12 Алек Мэнн 
Полуфинал
Матчи из 25 фреймов
 Джо Дэвис 13:10 Фред Лоуренс 
Счёт во фреймах: 60-36, 65-51, 69-41, 44-99, 33-48, 74-22, 65-43, 78-36, 111-13, 85-28, 50-57, 35-58, 94-31, 68-47, 55-57, 65-76, 68-38, 101-17, 25-82, 38-69, 91-34, 45-69, 54-16
 Том Деннис 14:6 Келсэл Принс 
Счёт во фреймах: 40-67, 41-58, 52-56, 60-52, 55-30, 75-12, 54-40, 55-88, 60-31, 67-12, 50-62, 42-55, 66-21, 56-14, 69-49, 58-63, 60-19, 59-22, 53-26, 54-52
Финал
Матч из 37 фреймов
 Джо Дэвис 19:14 Том Деннис 
Счёт во фреймах: 
1-й день: 70-34, 57-58, 95-4, 68-56, 71-24, 92-54, 47-56, 80-54
2-й день: 64-48, 83-22, 32-59, 29-50, 52-63, 75-29, 38-68, 105-15
3-й день: 73-51, 51-62, 50-62, 44-81, 73-41, 59-34, 100-42, 24-50
4-й день: 56-57, 52-41, 45-78, 87-18, 98-16, 82-45, 63-32, 41-61, 38-70
Наивысшие брейки Дэвиса: 45, 30, 33, 34, 25, 24, 61, 45, 31, 43, 35
Наивысшие брейки Денниса: 43, 35, 28